# Plattsburg
Plattsburg è un comune degli Stati Uniti d'America, situato nello Stato del Missouri, diviso tra la contea di Clinton, della quale è il capoluogo.